# Martin Berteau
Martin Berteau (Valenciennes, 1708 - Angers, 22 de gener de 1771) fou un famós violoncel·lista i compositor francès. Variants del seu cognom són Bertheaud, Bertaud, Bertau, Bertauld.
Conegut en la seva època per ser un dels primers que abandonà la viola de gamba per a dedicar-se exclusivament al violoncel.
Alumne de Francesco Alborea, també anomenat Franciscello, fou el mestre de la sigüent gran generació de violoncel·listes francesos entre els que destacaren Jean-Baptiste Bréval, Jean-Baptiste-Aimé Janson, François Cupis o Jean Pierre Duport.
Si hom coneix poques coses vers la vida de Berteau, sobre la seva obra es pot considerar que es desconeix gairebé tot. Va treballar a la cort del rei de Polònia i ensenyar al Collège des Quatre Nations. Contemporanis el descriuen la seva manera de tocar el violoncel com «sorprenent i ple de foc». Es conserva un llibre que conté cinc sonates per a violoncel i continu i un trio per a tres violoncels, publicat per primera vegada a París el 1748, sota el nom de signore Martino, idèntic al publicat el 1772, en la mateixa ciutat després de la mort de l'autor, aquesta vegada sota el nom de Martino Bertau. Aquestes sonates són l'exemple palpable de l'ús dels harmònics al que Rousseau fa referència en els seus escrits. Per altra banda, la utilització de les posicions amb el polze no sols és necessària sinó que exigís a l'intèrpret una soltura majúscula per a la seva correcta interpretació degut al seu alt contingut virtuosístic. La segona edició d'aquestes sonates conté a més digitacions amb les que hom pot fer-se una idea clara del seu sistema per posicions.
Va tenir almenys un fill, Corneille Berteau, nascut a Valenciennes el 1736 i igualment músic.

## Discografia
- Sonatas & airs for violoncello per Christophe Coin, Petr Skalka, Felix Knecht i Markus Hünninger, enregistrat el 2013.[6]